# Elecciones provinciales de Argentina de 2017
Las elecciones provinciales en Argentina de 2017 se refiere a las elecciones de las autoridades ejecutivas y legislativas de las provincias y la Ciudad Autónoma de Buenos Aires. En Corrientes y Santiago del Estero se eligen los representantes para las gobernaciones y las legislaturas. En las provincias de Buenos Aires, Catamarca, Chaco, Formosa, Jujuy, La Rioja, Mendoza, Misiones, Salta y San Luis y en la Ciudad de Buenos Aires, se eligen los representantes a las legislaturas locales y también de concejales municipales en  Santa Fe, Neuquén y Río Negro.
En 2017 también deben realizarse elecciones legislativas nacionales. Cada provincia tiene autonomía para decidir si la fecha de las elecciones provinciales coincide con las nacionales, o si "desdoblan" las elecciones de manera que no se realicen el mismo día. En algunas provincias la constitución establece que ambas fechas no pueden coincidir.

## Cronograma

### Unificación o desdoblamiento
La facultad de unificar o desdoblar las elecciones provinciales es una característica del federalismo del Estado argentina. Para las elecciones de 2017 el Poder Ejecutivo Nacional implementó una política de presión sobre las provincias para que unifiquen las elecciones provinciales y nacionales.
Las provincias de Catamarca, Santa Fe y Buenos Aires, así como la Ciudad de Buenos Aires, dispusieron la unificación de las fechas electorales locales, con las establecidas para las elecciones nacionales, cuyas dos principales fechas del cronograma son el 13 de agosto para las primarias y el 22 de octubre para las generales.
Hasta marzo de 2017, las provincias de Chaco, Formosa, Jujuy, La Rioja, Mendoza, Misiones, Salta, San Luis y Río Negro, no había decidido si unificar o desdoblar las fechas electorales.

### Primarias
Las provincias de Buenos Aires, Catamarca, San Luis, Salta, Santa Fe y la Ciudad de Buenos Aires, adhirieron al sistema nacional de elecciones primarias (PASO).
- 4 de junio: En la Provincia del Chaco se desarrollaron las elecciones primarias (PASO) locales.[9]
- 13 de agosto: elecciones primarias (PASO) locales, en coincidencia con las nacionales: Provincias de Ciudad de Buenos Aires[10]

## Cronograma
| Distrito                          | Fecha                 | Gobernador     | Partido | Partido                    | Alianza nacional | Alianza nacional | Diputados | Senadores | Consulta Popular |
| --------------------------------- | --------------------- | -------------- | ------- | -------------------------- | ---------------- | ---------------- | --------- | --------- | ---------------- |
| Buenos Aires                      | 22 de octubre de 2017 | No elige       | 46      | 23                         | No elige         |                  |           |           |                  |
| Ciudad de Buenos Aires            | 22 de octubre de 2017 | No elige       | 30      | No elige                   | No elige         |                  |           |           |                  |
| Catamarca                         | 22 de octubre de 2017 | No elige       | 21      | 8                          | No elige         |                  |           |           |                  |
| Chaco                             | 23 de julio de 2017   | No elige       | 16      | No elige                   | No elige         |                  |           |           |                  |
| Corrientes (Ver detalle)          | 8 de octubre de 2017  | Gustavo Valdés |         | Unión Cívica Radical       |                  | Cambiemos        | 15        | 5         | No elige         |
| Formosa                           | 22 de octubre de 2017 | No elige       | 15      | No elige                   | No elige         |                  |           |           |                  |
| Jujuy                             | 22 de octubre de 2017 | No elige       | 24      | No elige                   | No elige         |                  |           |           |                  |
| La Rioja                          | 4 de junio de 2017    | No elige       | 18      | No elige                   | No elige         |                  |           |           |                  |
| Mendoza                           | 22 de octubre de 2017 | No elige       | 24      | 19                         | No elige         |                  |           |           |                  |
| Misiones                          | 22 de octubre de 2017 | No elige       | 20      | No elige                   | No elige         |                  |           |           |                  |
| Salta                             | 22 de octubre de 2017 | No elige       | 30      | 12                         | No elige         |                  |           |           |                  |
| San Luis                          | 22 de octubre de 2017 | No elige       | 22      | 4                          | Sí               |                  |           |           |                  |
| Santiago del Estero (Ver detalle) | 22 de octubre de 2017 | Gerardo Zamora |         | Frente Cívico por Santiago |                  | Unidad Ciudadana | 40        | No elige  | No elige         |

## Buenos Aires

Secciones electorales de Buenos Aires:
1º Sección
2º Sección
3º Sección
4º Sección
5º Sección
6º Sección
7º Sección
8º Sección/Capital

En la provincia de Buenos Aires se realizaron elecciones el 22 de octubre para renovar 46 diputados, la mitad de los 92 miembros de la Cámara de Diputados Provincial; y 23 senadores, la mitad de los 46 miembros del Senado Provincial.
| Sección Electoral | Cámara de Diputados | Cámara de Diputados | Senado    | Senado    |
| Sección Electoral | Diputados           | A renovar           | Senadores | A renovar |
| ----------------- | ------------------- | ------------------- | --------- | --------- |
| 1                 | 15                  | —                   | 8         | 8         |
| 2                 | 11                  | 11                  | 5         | —         |
| 3                 | 18                  | 18                  | 9         | —         |
| 4                 | 14                  | —                   | 7         | 7         |
| 5                 | 11                  | —                   | 5         | 5         |
| 6                 | 11                  | 11                  | 6         | —         |
| 7                 | 6                   | —                   | 3         | 3         |
| 8 - Capital       | 6                   | 6                   | 3         | —         |
| Total             | 92                  | 46                  | 46        | 23        |

### Cámara de Diputados
|  | 39,60 % |

|  | 39,40 % |

|  | 10,14 % |

|  | 5,42 % |

|  | 5,18 % |

|  | 0,18 % |

|  | 0,08 % |

|  | 95,20 % |

|  | 4,15 % |

|  | 0,65 % |

|  | 77,03 % |

|  | 22,97 % |

|  | 100 % |

#### Resultados por secciones electorales
|  | 49,76 % |

|  | 30,59 % |

|  | 11,46 % |

|  | 4,76 % |

|  | 3,43 % |

|  | 92,59 % |

|  | 6,74 % |

|  | 0,66 % |

|  | 79,57 % |

|  | 20,43 % |

|  | 100 % |

|  | 44,10 % |

|  | 35,32 % |

|  | 9,92 % |

|  | 5,71 % |

|  | 4,94 % |

|  | 95,78 % |

|  | 3,63 % |

|  | 0,59 % |

|  | 76,83 % |

|  | 23,17 % |

|  | 100 % |

|  | 53,42 % |

|  | 23,62 % |

|  | 11,68 % |

|  | 6,88 % |

|  | 4,40 % |

|  | 92,24 % |

|  | 6,84 % |

|  | 0,92 % |

|  | 76,48 % |

|  | 23,52 % |

|  | 100 % |

|  | 48,38 % |

|  | 27,86 % |

|  | 8,91 % |

|  | 6,31 % |

|  | 5,73 % |

|  | 1,96 % |

|  | 0,86 % |

|  | 96,71 % |

|  | 2,50 % |

|  | 0,79 % |

|  | 76,56 % |

|  | 23,44 % |

|  | 100 % |

### Senado
|  | 44,48 % |

|  | 33,28 % |

|  | 11,97 % |

|  | 5,24 % |

|  | 5,04 % |

|  | 95,05 % |

|  | 4,22 % |

|  | 0,73 % |

|  | 76,88 % |

|  | 23,12 % |

|  | 100 % |

#### Resultados por secciones electorales
|  | 41,44 % |

|  | 36,08 % |

|  | 12,12 % |

|  | 5,62 % |

|  | 4,74 % |

|  | 95,47 % |

|  | 3,85 % |

|  | 0,67 % |

|  | 77,24 % |

|  | 22,76 % |

|  | 100 % |

|  | 50,43 % |

|  | 25,24 % |

|  | 11,98 % |

|  | 9,79 % |

|  | 2,58 % |

|  | 94,42 % |

|  | 4,93 % |

|  | 0,65 % |

|  | 78,92 % |

|  | 21,08 % |

|  | 100 % |

|  | 52,12 % |

|  | 27,56 % |

|  | 11,28 % |

|  | 4,75 % |

|  | 4,29 % |

|  | 94,09 % |

|  | 4,98 % |

|  | 0,94 % |

|  | 74,75 % |

|  | 25,55 % |

|  | 100 % |

|  | 51,44 % |

|  | 26,14 % |

|  | 12,24 % |

|  | 7,00 % |

|  | 3,17 % |

|  | 93,46 % |

|  | 5,60 % |

|  | 0,94 % |

|  | 77,91 % |

|  | 22,09 % |

|  | 100 % |

## Capital Federal
|  | 50,54 % |

|  | 21,26 % |

|  | 12,68 % |

|  | 6,88 % |

|  | 4,70 % |

|  | 3,94 % |

|  | 97,99 % |

|  | 1,07 % |

|  | 0,95 % |

|  | 76,24 % |

|  | 23,76 % |

|  | 100 % |

## Catamarca
En la provincia de Catamarca se realizaron elecciones el 22 de octubre para renovar 21 diputados, la mitad de los 41 miembros de la Cámara de Diputados Provincial; y 8 senadores, la mitad de los 16 miembros del Senado Provincial. Los 20 diputados se eligen en toda la provincia, los 8 senadores se eligen 1 por departamento en los departamentos de Ancasti, Antofagasta de la Sierra, Capayán, El Alto, La Paz, Paclín, Santa María y Tinogasta.

### Cámara de Diputados
|  | 46,18 % |

|  | 40,85 % |

|  | 5,96 % |

|  | 4,16 % |

|  | 2,85 % |

|  | 97,76 % |

|  | 7,00 % |

|  | 1,24 % |

|  | 71,75 % |

|  | 28,25 % |

|  | 100 % |

### Cámara de Senadores
| Departamento             | Senadores | A renovar |
| ------------------------ | --------- | --------- |
| Ambato                   | 1         | —         |
| Ancasti                  | 1         | 1         |
| Andalgalá                | 1         | —         |
| Antofagasta de la Sierra | 1         | 1         |
| Belén                    | 1         | —         |
| Capayán                  | 1         | 1         |
| Capital                  | 1         | —         |
| El Alto                  | 1         | 1         |
| Fray Mamerto Esquiú      | 1         | —         |
| La Paz                   | 1         | 1         |
| Paclín                   | 1         | 1         |
| Pomán                    | 1         | —         |
| Santa María              | 1         | 1         |
| Santa Rosa               | 1         | —         |
| Tinogasta                | 1         | 1         |
| Valle Viejo              | 1         | —         |
| Total                    | 16        | 8         |

|  | 51,41 % |

|  | 40,77 % |

|  | 5,81 % |

|  | 0,95 % |

|  | 0,57 % |

|  | 0,49 % |

|  | 91,66 % |

|  | 7,30 % |

|  | 1,04 % |

|  | 76,34 % |

|  | 23,66 % |

|  | 100 % |

#### Resultados por departamentos
|  | 50,25 % |

|  | 49,75 % |

|  | 97,23 % |

|  | 2,33 % |

|  | 0,44 % |

|  | 83,38 % |

|  | 16,62 % |

|  | 100 % |

|  | 62,24 % |

|  | 35,70 % |

|  | 2,01 % |

|  | 97,69 % |

|  | 1,51 % |

|  | 0,80 % |

|  | 80,96 % |

|  | 19,04 % |

|  | 100 % |

|  | 55,31 % |

|  | 41,66 % |

|  | 2,65 % |

|  | 87,55 % |

|  | 12,06 % |

|  | 0,39 % |

|  | 75,25 % |

|  | 24,75 % |

|  | 100 % |

|  | 56,99 % |

|  | 41,37 % |

|  | 1,64 % |

|  | 94,97 % |

|  | 4,67 % |

|  | 0,36 % |

|  | 83,75 % |

|  | 16,25 % |

|  | 100 % |

|  | 56,82 % |

|  | 35,13 % |

|  | 4,16 % |

|  | 2,10 % |

|  | 1,79 % |

|  | 93,49 % |

|  | 5,23 % |

|  | 1,28 % |

|  | 74,67 % |

|  | 25,33 % |

|  | 100 % |

|  | 55,46 % |

|  | 43,95 % |

|  | 0,59 % |

|  | 96,50 % |

|  | 3,18 % |

|  | 0,31 % |

|  | 87,53 % |

|  | 12,47 % |

|  | 100 % |

|  | 44,02 % |

|  | 42,47 % |

|  | 9,48 % |

|  | 4,03 % |

|  | 89,08 % |

|  | 9,32 % |

|  | 1,60 % |

|  | 76,41 % |

|  | 23,59 % |

|  | 100 % |

|  | 50,96 % |

|  | 38,96 % |

|  | 10,08 % |

|  | 92,36 % |

|  | 6,54 % |

|  | 1,10 % |

|  | 73,48 % |

|  | 26,52 % |

|  | 100 % |

## Chaco
En la provincia del Chaco se realizaron elecciones el 23 de julio para renovar 16 diputados, la mitad de los 32 miembros de la Cámara de Diputados Provincial. El Frente Chaco Merece Más quedó en primer lugar con 9 bancas, mantenido las 9 que tenía en juego. Cambiemos quedó en segundo lugar con 6 bancas, ganando 1 sobre las 5 que tenía en juego. El Partido Obrero logró entrar una banca. El Movimiento Libres del Sur y el Partido de la Concertación FORJA perdieron las únicas bancas que tenían.
|  | 46,42 % |

|  | 34,29 % |

|  | 5,75 % |

|  | 3,51 % |

|  | 2,78 % |

|  | 2,09 % |

|  | 1,68 % |

|  | 1,51 % |

|  | 0,99 % |

|  | 0,98 % |

|  | 96,14 % |

|  | 2,59 % |

|  | 1,27 % |

|  | 62,69 % |

|  | 37,31 % |

|  | 100 % |

## Corrientes
En la provincia de Corrientes se realizaron elecciones el 8 de octubre para elegir gobernador y vicegobernador; renovar 15 diputados, la mitad de los 30 miembros de la Cámara de Diputados Provincial; y renovar 5 senadores, un tercio de los 15 miembros del Senado Provincial. También hubo elecciones para autoridades municipales. La fecha de las elecciones municipales es fijada por cada municipio.
En caso de que la fórmula a gobernador más votada no alcanzara el 45% de los votos o que, superando el 40% no superara por diez puntos porcentuales a la segunda fuerza, se hubiera hecho una segunda vuelta el 29 de octubre.
La alianza Encuentro por Corrientes-Cambiemos ganó la gobernación y la mayor cantidad de bancas en la Cámara de Diputados y el Senado.

## Formosa
En la provincia de Formosa se realizaron elecciones el 22 de octubre para renovar 15 diputados, la mitad de los 30 miembros de la Cámara de Diputados Provincial.
| ← 2015 · Provincia de Formosa · 2019 →             | ← 2015 · Provincia de Formosa · 2019 →        | ← 2015 · Provincia de Formosa · 2019 → | ← 2015 · Provincia de Formosa · 2019 → | ← 2015 · Provincia de Formosa · 2019 → | ← 2015 · Provincia de Formosa · 2019 → | ← 2015 · Provincia de Formosa · 2019 → | ← 2015 · Provincia de Formosa · 2019 → | ← 2015 · Provincia de Formosa · 2019 → |
| Lema                                               | Lema                                          | Sublema                                | Sublema                                | Sublema                                | Lema                                   | Lema                                   | Lema                                   | Lema |
| Lema                                               | Lema                                          | Sublema                                | Votos                                  | %                                      | Votos                                  | %                                      | Bancas                                 | Electos |
| -------------------------------------------------- | --------------------------------------------- | -------------------------------------- | -------------------------------------- | -------------------------------------- | -------------------------------------- | -------------------------------------- | -------------------------------------- | --- |
|                                                    | Partido Justicialista                         | Frente de la Victoria                  | 60.563                                 | 29,75                                  | 203.598                                | 61,96                                  | 10/15                                  | - Agustín Samaniego - Margarita María Inés Batista - Rodrigo Emmanuel Vera - Juan Domingo Caballero - Silvia Alejandra Andraus Mateo - Rafael Alejandro Ceferino Navas - Jorge Román - Mirta Amanda Márquez - Selso Servín - Jorge José Ramón Nielsen |
| 17 de Octubre                                      | Partido Justicialista                         | 13.320                                 | 6,54                                   |                                        | 203.598                                | 61,96                                  | 10/15                                  | - Agustín Samaniego - Margarita María Inés Batista - Rodrigo Emmanuel Vera - Juan Domingo Caballero - Silvia Alejandra Andraus Mateo - Rafael Alejandro Ceferino Navas - Jorge Román - Mirta Amanda Márquez - Selso Servín - Jorge José Ramón Nielsen |
| Unidos Venceremos                                  | Partido Justicialista                         | 12.488                                 | 6,13                                   |                                        | 203.598                                | 61,96                                  | 10/15                                  | - Agustín Samaniego - Margarita María Inés Batista - Rodrigo Emmanuel Vera - Juan Domingo Caballero - Silvia Alejandra Andraus Mateo - Rafael Alejandro Ceferino Navas - Jorge Román - Mirta Amanda Márquez - Selso Servín - Jorge José Ramón Nielsen |
| Formosa para Todos                                 | Partido Justicialista                         | 11.082                                 | 5,44                                   |                                        | 203.598                                | 61,96                                  | 10/15                                  | - Agustín Samaniego - Margarita María Inés Batista - Rodrigo Emmanuel Vera - Juan Domingo Caballero - Silvia Alejandra Andraus Mateo - Rafael Alejandro Ceferino Navas - Jorge Román - Mirta Amanda Márquez - Selso Servín - Jorge José Ramón Nielsen |
| Valores Ciudadanos                                 | Partido Justicialista                         | 9.035                                  | 4,44                                   |                                        | 203.598                                | 61,96                                  | 10/15                                  | - Agustín Samaniego - Margarita María Inés Batista - Rodrigo Emmanuel Vera - Juan Domingo Caballero - Silvia Alejandra Andraus Mateo - Rafael Alejandro Ceferino Navas - Jorge Román - Mirta Amanda Márquez - Selso Servín - Jorge José Ramón Nielsen |
| Movimiento Evita                                   | Partido Justicialista                         | 7.561                                  | 3,71                                   |                                        | 203.598                                | 61,96                                  | 10/15                                  | - Agustín Samaniego - Margarita María Inés Batista - Rodrigo Emmanuel Vera - Juan Domingo Caballero - Silvia Alejandra Andraus Mateo - Rafael Alejandro Ceferino Navas - Jorge Román - Mirta Amanda Márquez - Selso Servín - Jorge José Ramón Nielsen |
| Aires de Progreso                                  | Partido Justicialista                         | 6.787                                  | 3,33                                   |                                        | 203.598                                | 61,96                                  | 10/15                                  | - Agustín Samaniego - Margarita María Inés Batista - Rodrigo Emmanuel Vera - Juan Domingo Caballero - Silvia Alejandra Andraus Mateo - Rafael Alejandro Ceferino Navas - Jorge Román - Mirta Amanda Márquez - Selso Servín - Jorge José Ramón Nielsen |
| G.I.L.D.O. 2017 Gran Interés Local de Organización | Partido Justicialista                         | 6.419                                  | 3,15                                   |                                        | 203.598                                | 61,96                                  | 10/15                                  | - Agustín Samaniego - Margarita María Inés Batista - Rodrigo Emmanuel Vera - Juan Domingo Caballero - Silvia Alejandra Andraus Mateo - Rafael Alejandro Ceferino Navas - Jorge Román - Mirta Amanda Márquez - Selso Servín - Jorge José Ramón Nielsen |
| Primero Formosa                                    | Partido Justicialista                         | 6.407                                  | 3,15                                   |                                        | 203.598                                | 61,96                                  | 10/15                                  | - Agustín Samaniego - Margarita María Inés Batista - Rodrigo Emmanuel Vera - Juan Domingo Caballero - Silvia Alejandra Andraus Mateo - Rafael Alejandro Ceferino Navas - Jorge Román - Mirta Amanda Márquez - Selso Servín - Jorge José Ramón Nielsen |
| Consenso Federal                                   | Partido Justicialista                         | 5.881                                  | 2,89                                   |                                        | 203.598                                | 61,96                                  | 10/15                                  | - Agustín Samaniego - Margarita María Inés Batista - Rodrigo Emmanuel Vera - Juan Domingo Caballero - Silvia Alejandra Andraus Mateo - Rafael Alejandro Ceferino Navas - Jorge Román - Mirta Amanda Márquez - Selso Servín - Jorge José Ramón Nielsen |
| Causa Provincial                                   | Partido Justicialista                         | 5.855                                  | 2,88                                   |                                        | 203.598                                | 61,96                                  | 10/15                                  | - Agustín Samaniego - Margarita María Inés Batista - Rodrigo Emmanuel Vera - Juan Domingo Caballero - Silvia Alejandra Andraus Mateo - Rafael Alejandro Ceferino Navas - Jorge Román - Mirta Amanda Márquez - Selso Servín - Jorge José Ramón Nielsen |
| Nuestra Bandera                                    | Partido Justicialista                         | 5.016                                  | 2,46                                   |                                        | 203.598                                | 61,96                                  | 10/15                                  | - Agustín Samaniego - Margarita María Inés Batista - Rodrigo Emmanuel Vera - Juan Domingo Caballero - Silvia Alejandra Andraus Mateo - Rafael Alejandro Ceferino Navas - Jorge Román - Mirta Amanda Márquez - Selso Servín - Jorge José Ramón Nielsen |
| Acción y Crecimiento                               | Partido Justicialista                         | 4.774                                  | 2,34                                   |                                        | 203.598                                | 61,96                                  | 10/15                                  | - Agustín Samaniego - Margarita María Inés Batista - Rodrigo Emmanuel Vera - Juan Domingo Caballero - Silvia Alejandra Andraus Mateo - Rafael Alejandro Ceferino Navas - Jorge Román - Mirta Amanda Márquez - Selso Servín - Jorge José Ramón Nielsen |
| Formosa 2020                                       | Partido Justicialista                         | 4.343                                  | 2,13                                   |                                        | 203.598                                | 61,96                                  | 10/15                                  | - Agustín Samaniego - Margarita María Inés Batista - Rodrigo Emmanuel Vera - Juan Domingo Caballero - Silvia Alejandra Andraus Mateo - Rafael Alejandro Ceferino Navas - Jorge Román - Mirta Amanda Márquez - Selso Servín - Jorge José Ramón Nielsen |
| Formosa tu Ciudad                                  | Partido Justicialista                         | 3.874                                  | 1,90                                   |                                        | 203.598                                | 61,96                                  | 10/15                                  | - Agustín Samaniego - Margarita María Inés Batista - Rodrigo Emmanuel Vera - Juan Domingo Caballero - Silvia Alejandra Andraus Mateo - Rafael Alejandro Ceferino Navas - Jorge Román - Mirta Amanda Márquez - Selso Servín - Jorge José Ramón Nielsen |
| Partido de la Concertación FORJA                   | Partido Justicialista                         | 3.526                                  | 1,73                                   |                                        | 203.598                                | 61,96                                  | 10/15                                  | - Agustín Samaniego - Margarita María Inés Batista - Rodrigo Emmanuel Vera - Juan Domingo Caballero - Silvia Alejandra Andraus Mateo - Rafael Alejandro Ceferino Navas - Jorge Román - Mirta Amanda Márquez - Selso Servín - Jorge José Ramón Nielsen |
| Compromiso Formoseño                               | Partido Justicialista                         | 3.008                                  | 1,48                                   |                                        | 203.598                                | 61,96                                  | 10/15                                  | - Agustín Samaniego - Margarita María Inés Batista - Rodrigo Emmanuel Vera - Juan Domingo Caballero - Silvia Alejandra Andraus Mateo - Rafael Alejandro Ceferino Navas - Jorge Román - Mirta Amanda Márquez - Selso Servín - Jorge José Ramón Nielsen |
| Agrupación Solidaridad                             | Partido Justicialista                         | 2.388                                  | 1,17                                   |                                        | 203.598                                | 61,96                                  | 10/15                                  | - Agustín Samaniego - Margarita María Inés Batista - Rodrigo Emmanuel Vera - Juan Domingo Caballero - Silvia Alejandra Andraus Mateo - Rafael Alejandro Ceferino Navas - Jorge Román - Mirta Amanda Márquez - Selso Servín - Jorge José Ramón Nielsen |
| Desarrollo en Acción                               | Partido Justicialista                         | 2.373                                  | 1,17                                   |                                        | 203.598                                | 61,96                                  | 10/15                                  | - Agustín Samaniego - Margarita María Inés Batista - Rodrigo Emmanuel Vera - Juan Domingo Caballero - Silvia Alejandra Andraus Mateo - Rafael Alejandro Ceferino Navas - Jorge Román - Mirta Amanda Márquez - Selso Servín - Jorge José Ramón Nielsen |
| J.A.C.I.N.T.O. 2017                                | Partido Justicialista                         | 1.819                                  | 0,89                                   |                                        | 203.598                                | 61,96                                  | 10/15                                  | - Agustín Samaniego - Margarita María Inés Batista - Rodrigo Emmanuel Vera - Juan Domingo Caballero - Silvia Alejandra Andraus Mateo - Rafael Alejandro Ceferino Navas - Jorge Román - Mirta Amanda Márquez - Selso Servín - Jorge José Ramón Nielsen |
| Agrupación Vamos Juntos Compañeros                 | Partido Justicialista                         | 1.706                                  | 0,84                                   |                                        | 203.598                                | 61,96                                  | 10/15                                  | - Agustín Samaniego - Margarita María Inés Batista - Rodrigo Emmanuel Vera - Juan Domingo Caballero - Silvia Alejandra Andraus Mateo - Rafael Alejandro Ceferino Navas - Jorge Román - Mirta Amanda Márquez - Selso Servín - Jorge José Ramón Nielsen |
| N.E.S.T.O.R. Vive                                  | Partido Justicialista                         | 1.684                                  | 0,83                                   |                                        | 203.598                                | 61,96                                  | 10/15                                  | - Agustín Samaniego - Margarita María Inés Batista - Rodrigo Emmanuel Vera - Juan Domingo Caballero - Silvia Alejandra Andraus Mateo - Rafael Alejandro Ceferino Navas - Jorge Román - Mirta Amanda Márquez - Selso Servín - Jorge José Ramón Nielsen |
| Formosa Unida                                      | Partido Justicialista                         | 1.652                                  | 0,81                                   |                                        | 203.598                                | 61,96                                  | 10/15                                  | - Agustín Samaniego - Margarita María Inés Batista - Rodrigo Emmanuel Vera - Juan Domingo Caballero - Silvia Alejandra Andraus Mateo - Rafael Alejandro Ceferino Navas - Jorge Román - Mirta Amanda Márquez - Selso Servín - Jorge José Ramón Nielsen |
| Entre Todos                                        | Partido Justicialista                         | 1.564                                  | 0,77                                   |                                        | 203.598                                | 61,96                                  | 10/15                                  | - Agustín Samaniego - Margarita María Inés Batista - Rodrigo Emmanuel Vera - Juan Domingo Caballero - Silvia Alejandra Andraus Mateo - Rafael Alejandro Ceferino Navas - Jorge Román - Mirta Amanda Márquez - Selso Servín - Jorge José Ramón Nielsen |
| Kolina Formosa                                     | Partido Justicialista                         | 1.477                                  | 0,73                                   |                                        | 203.598                                | 61,96                                  | 10/15                                  | - Agustín Samaniego - Margarita María Inés Batista - Rodrigo Emmanuel Vera - Juan Domingo Caballero - Silvia Alejandra Andraus Mateo - Rafael Alejandro Ceferino Navas - Jorge Román - Mirta Amanda Márquez - Selso Servín - Jorge José Ramón Nielsen |
| Jóvenes de Formosa                                 | Partido Justicialista                         | 1.368                                  | 0,67                                   |                                        | 203.598                                | 61,96                                  | 10/15                                  | - Agustín Samaniego - Margarita María Inés Batista - Rodrigo Emmanuel Vera - Juan Domingo Caballero - Silvia Alejandra Andraus Mateo - Rafael Alejandro Ceferino Navas - Jorge Román - Mirta Amanda Márquez - Selso Servín - Jorge José Ramón Nielsen |
| Juventud Unida para el Cambio                      | Partido Justicialista                         | 1.347                                  | 0,66                                   |                                        | 203.598                                | 61,96                                  | 10/15                                  | - Agustín Samaniego - Margarita María Inés Batista - Rodrigo Emmanuel Vera - Juan Domingo Caballero - Silvia Alejandra Andraus Mateo - Rafael Alejandro Ceferino Navas - Jorge Román - Mirta Amanda Márquez - Selso Servín - Jorge José Ramón Nielsen |
| Juntos Podemos                                     | Partido Justicialista                         | 1.122                                  | 0,55                                   |                                        | 203.598                                | 61,96                                  | 10/15                                  | - Agustín Samaniego - Margarita María Inés Batista - Rodrigo Emmanuel Vera - Juan Domingo Caballero - Silvia Alejandra Andraus Mateo - Rafael Alejandro Ceferino Navas - Jorge Román - Mirta Amanda Márquez - Selso Servín - Jorge José Ramón Nielsen |
| Partido Auténtico Formoseño                        | Partido Justicialista                         | 1.113                                  | 0,55                                   |                                        | 203.598                                | 61,96                                  | 10/15                                  | - Agustín Samaniego - Margarita María Inés Batista - Rodrigo Emmanuel Vera - Juan Domingo Caballero - Silvia Alejandra Andraus Mateo - Rafael Alejandro Ceferino Navas - Jorge Román - Mirta Amanda Márquez - Selso Servín - Jorge José Ramón Nielsen |
| Demócrata Progresista                              | Partido Justicialista                         | 1.045                                  | 0,51                                   |                                        | 203.598                                | 61,96                                  | 10/15                                  | - Agustín Samaniego - Margarita María Inés Batista - Rodrigo Emmanuel Vera - Juan Domingo Caballero - Silvia Alejandra Andraus Mateo - Rafael Alejandro Ceferino Navas - Jorge Román - Mirta Amanda Márquez - Selso Servín - Jorge José Ramón Nielsen |
| Unidad Peronista                                   | Partido Justicialista                         | 1.027                                  | 0,50                                   |                                        | 203.598                                | 61,96                                  | 10/15                                  | - Agustín Samaniego - Margarita María Inés Batista - Rodrigo Emmanuel Vera - Juan Domingo Caballero - Silvia Alejandra Andraus Mateo - Rafael Alejandro Ceferino Navas - Jorge Román - Mirta Amanda Márquez - Selso Servín - Jorge José Ramón Nielsen |
| Lealtad Peronista                                  | Partido Justicialista                         | 1.018                                  | 0,50                                   |                                        | 203.598                                | 61,96                                  | 10/15                                  | - Agustín Samaniego - Margarita María Inés Batista - Rodrigo Emmanuel Vera - Juan Domingo Caballero - Silvia Alejandra Andraus Mateo - Rafael Alejandro Ceferino Navas - Jorge Román - Mirta Amanda Márquez - Selso Servín - Jorge José Ramón Nielsen |
| MAP–Movimiento de Acción Popular                   | Partido Justicialista                         | 1.003                                  | 0,49                                   |                                        | 203.598                                | 61,96                                  | 10/15                                  | - Agustín Samaniego - Margarita María Inés Batista - Rodrigo Emmanuel Vera - Juan Domingo Caballero - Silvia Alejandra Andraus Mateo - Rafael Alejandro Ceferino Navas - Jorge Román - Mirta Amanda Márquez - Selso Servín - Jorge José Ramón Nielsen |
| Equipo M.Y.C.H.A. B.E.R.N.A.L.                     | Partido Justicialista                         | 893                                    | 0,44                                   |                                        | 203.598                                | 61,96                                  | 10/15                                  | - Agustín Samaniego - Margarita María Inés Batista - Rodrigo Emmanuel Vera - Juan Domingo Caballero - Silvia Alejandra Andraus Mateo - Rafael Alejandro Ceferino Navas - Jorge Román - Mirta Amanda Márquez - Selso Servín - Jorge José Ramón Nielsen |
| Compromiso K                                       | Partido Justicialista                         | 869                                    | 0,43                                   |                                        | 203.598                                | 61,96                                  | 10/15                                  | - Agustín Samaniego - Margarita María Inés Batista - Rodrigo Emmanuel Vera - Juan Domingo Caballero - Silvia Alejandra Andraus Mateo - Rafael Alejandro Ceferino Navas - Jorge Román - Mirta Amanda Márquez - Selso Servín - Jorge José Ramón Nielsen |
| Partido Intransigente                              | Partido Justicialista                         | 793                                    | 0,39                                   |                                        | 203.598                                | 61,96                                  | 10/15                                  | - Agustín Samaniego - Margarita María Inés Batista - Rodrigo Emmanuel Vera - Juan Domingo Caballero - Silvia Alejandra Andraus Mateo - Rafael Alejandro Ceferino Navas - Jorge Román - Mirta Amanda Márquez - Selso Servín - Jorge José Ramón Nielsen |
| Para el Hombre Nuevo                               | Partido Justicialista                         | 782                                    | 0,38                                   |                                        | 203.598                                | 61,96                                  | 10/15                                  | - Agustín Samaniego - Margarita María Inés Batista - Rodrigo Emmanuel Vera - Juan Domingo Caballero - Silvia Alejandra Andraus Mateo - Rafael Alejandro Ceferino Navas - Jorge Román - Mirta Amanda Márquez - Selso Servín - Jorge José Ramón Nielsen |
| UCPL–Unión Ciud. de los Pueblos Libres             | Partido Justicialista                         | 737                                    | 0,36                                   |                                        | 203.598                                | 61,96                                  | 10/15                                  | - Agustín Samaniego - Margarita María Inés Batista - Rodrigo Emmanuel Vera - Juan Domingo Caballero - Silvia Alejandra Andraus Mateo - Rafael Alejandro Ceferino Navas - Jorge Román - Mirta Amanda Márquez - Selso Servín - Jorge José Ramón Nielsen |
| Fortaleza                                          | Partido Justicialista                         | 683                                    | 0,34                                   |                                        | 203.598                                | 61,96                                  | 10/15                                  | - Agustín Samaniego - Margarita María Inés Batista - Rodrigo Emmanuel Vera - Juan Domingo Caballero - Silvia Alejandra Andraus Mateo - Rafael Alejandro Ceferino Navas - Jorge Román - Mirta Amanda Márquez - Selso Servín - Jorge José Ramón Nielsen |
| La Nueva Marcha                                    | Partido Justicialista                         | 579                                    | 0,28                                   |                                        | 203.598                                | 61,96                                  | 10/15                                  | - Agustín Samaniego - Margarita María Inés Batista - Rodrigo Emmanuel Vera - Juan Domingo Caballero - Silvia Alejandra Andraus Mateo - Rafael Alejandro Ceferino Navas - Jorge Román - Mirta Amanda Márquez - Selso Servín - Jorge José Ramón Nielsen |
| Partido Acción Nativa                              | Partido Justicialista                         | 578                                    | 0,28                                   |                                        | 203.598                                | 61,96                                  | 10/15                                  | - Agustín Samaniego - Margarita María Inés Batista - Rodrigo Emmanuel Vera - Juan Domingo Caballero - Silvia Alejandra Andraus Mateo - Rafael Alejandro Ceferino Navas - Jorge Román - Mirta Amanda Márquez - Selso Servín - Jorge José Ramón Nielsen |
| Frente para Todos                                  | Partido Justicialista                         | 552                                    | 0,27                                   |                                        | 203.598                                | 61,96                                  | 10/15                                  | - Agustín Samaniego - Margarita María Inés Batista - Rodrigo Emmanuel Vera - Juan Domingo Caballero - Silvia Alejandra Andraus Mateo - Rafael Alejandro Ceferino Navas - Jorge Román - Mirta Amanda Márquez - Selso Servín - Jorge José Ramón Nielsen |
| Peronistas por Perón                               | Partido Justicialista                         | 535                                    | 0,26                                   |                                        | 203.598                                | 61,96                                  | 10/15                                  | - Agustín Samaniego - Margarita María Inés Batista - Rodrigo Emmanuel Vera - Juan Domingo Caballero - Silvia Alejandra Andraus Mateo - Rafael Alejandro Ceferino Navas - Jorge Román - Mirta Amanda Márquez - Selso Servín - Jorge José Ramón Nielsen |
| Unidad Ciudadana                                   | Partido Justicialista                         | 526                                    | 0,26                                   |                                        | 203.598                                | 61,96                                  | 10/15                                  | - Agustín Samaniego - Margarita María Inés Batista - Rodrigo Emmanuel Vera - Juan Domingo Caballero - Silvia Alejandra Andraus Mateo - Rafael Alejandro Ceferino Navas - Jorge Román - Mirta Amanda Márquez - Selso Servín - Jorge José Ramón Nielsen |
| M.O.V.E.S.                                         | Partido Justicialista                         | 475                                    | 0,23                                   |                                        | 203.598                                | 61,96                                  | 10/15                                  | - Agustín Samaniego - Margarita María Inés Batista - Rodrigo Emmanuel Vera - Juan Domingo Caballero - Silvia Alejandra Andraus Mateo - Rafael Alejandro Ceferino Navas - Jorge Román - Mirta Amanda Márquez - Selso Servín - Jorge José Ramón Nielsen |
| Lealtad y Compromiso                               | Partido Justicialista                         | 454                                    | 0,22                                   |                                        | 203.598                                | 61,96                                  | 10/15                                  | - Agustín Samaniego - Margarita María Inés Batista - Rodrigo Emmanuel Vera - Juan Domingo Caballero - Silvia Alejandra Andraus Mateo - Rafael Alejandro Ceferino Navas - Jorge Román - Mirta Amanda Márquez - Selso Servín - Jorge José Ramón Nielsen |
| Movimiento de Acción Vecinal                       | Partido Justicialista                         | 377                                    | 0,19                                   |                                        | 203.598                                | 61,96                                  | 10/15                                  | - Agustín Samaniego - Margarita María Inés Batista - Rodrigo Emmanuel Vera - Juan Domingo Caballero - Silvia Alejandra Andraus Mateo - Rafael Alejandro Ceferino Navas - Jorge Román - Mirta Amanda Márquez - Selso Servín - Jorge José Ramón Nielsen |
| Partido Autonomista                                | Partido Justicialista                         | 371                                    | 0,18                                   |                                        | 203.598                                | 61,96                                  | 10/15                                  | - Agustín Samaniego - Margarita María Inés Batista - Rodrigo Emmanuel Vera - Juan Domingo Caballero - Silvia Alejandra Andraus Mateo - Rafael Alejandro Ceferino Navas - Jorge Román - Mirta Amanda Márquez - Selso Servín - Jorge José Ramón Nielsen |
| Movimiento Independiente de Participación          | Partido Justicialista                         | 301                                    | 0,15                                   |                                        | 203.598                                | 61,96                                  | 10/15                                  | - Agustín Samaniego - Margarita María Inés Batista - Rodrigo Emmanuel Vera - Juan Domingo Caballero - Silvia Alejandra Andraus Mateo - Rafael Alejandro Ceferino Navas - Jorge Román - Mirta Amanda Márquez - Selso Servín - Jorge José Ramón Nielsen |
| 17 de Noviembre El Militante                       | Partido Justicialista                         | 278                                    | 0,14                                   |                                        | 203.598                                | 61,96                                  | 10/15                                  | - Agustín Samaniego - Margarita María Inés Batista - Rodrigo Emmanuel Vera - Juan Domingo Caballero - Silvia Alejandra Andraus Mateo - Rafael Alejandro Ceferino Navas - Jorge Román - Mirta Amanda Márquez - Selso Servín - Jorge José Ramón Nielsen |
| Movimiento de Recuperación Popular                 | Partido Justicialista                         | 95                                     | 0,05                                   |                                        | 203.598                                | 61,96                                  | 10/15                                  | - Agustín Samaniego - Margarita María Inés Batista - Rodrigo Emmanuel Vera - Juan Domingo Caballero - Silvia Alejandra Andraus Mateo - Rafael Alejandro Ceferino Navas - Jorge Román - Mirta Amanda Márquez - Selso Servín - Jorge José Ramón Nielsen |
| Sol                                                | Partido Justicialista                         | 60                                     | 0,03                                   |                                        | 203.598                                | 61,96                                  | 10/15                                  | - Agustín Samaniego - Margarita María Inés Batista - Rodrigo Emmanuel Vera - Juan Domingo Caballero - Silvia Alejandra Andraus Mateo - Rafael Alejandro Ceferino Navas - Jorge Román - Mirta Amanda Márquez - Selso Servín - Jorge José Ramón Nielsen |
| Memoria y Movilización Social                      | Partido Justicialista                         | 11                                     | 0,01                                   |                                        | 203.598                                | 61,96                                  | 10/15                                  | - Agustín Samaniego - Margarita María Inés Batista - Rodrigo Emmanuel Vera - Juan Domingo Caballero - Silvia Alejandra Andraus Mateo - Rafael Alejandro Ceferino Navas - Jorge Román - Mirta Amanda Márquez - Selso Servín - Jorge José Ramón Nielsen |
| Joven Renovación                                   | Partido Justicialista                         | 4                                      | 0,00                                   |                                        | 203.598                                | 61,96                                  | 10/15                                  | - Agustín Samaniego - Margarita María Inés Batista - Rodrigo Emmanuel Vera - Juan Domingo Caballero - Silvia Alejandra Andraus Mateo - Rafael Alejandro Ceferino Navas - Jorge Román - Mirta Amanda Márquez - Selso Servín - Jorge José Ramón Nielsen |
|                                                    | Confederación Frente Amplio Formoseño         | Cambiemos Formosa                      | 19.076                                 | 16,38                                  | 116.447                                | 35,44                                  | 5/15                                   | - Ricardo Rodolfo Carbajal Zieseniss - Stella Mirna Molinas - Enrique Eduardo Ramírez - Adrián José Eduardo Malgarini - Andrea Roxana Tassel |
| Juntos Cambiemos                                   | Confederación Frente Amplio Formoseño         | 15.851                                 | 13,61                                  |                                        | 116.447                                | 35,44                                  | 5/15                                   | - Ricardo Rodolfo Carbajal Zieseniss - Stella Mirna Molinas - Enrique Eduardo Ramírez - Adrián José Eduardo Malgarini - Andrea Roxana Tassel |
| Pro Cambiemos                                      | Confederación Frente Amplio Formoseño         | 10.657                                 | 9,15                                   |                                        | 116.447                                | 35,44                                  | 5/15                                   | - Ricardo Rodolfo Carbajal Zieseniss - Stella Mirna Molinas - Enrique Eduardo Ramírez - Adrián José Eduardo Malgarini - Andrea Roxana Tassel |
| Animate                                            | Confederación Frente Amplio Formoseño         | 10.128                                 | 8,70                                   |                                        | 116.447                                | 35,44                                  | 5/15                                   | - Ricardo Rodolfo Carbajal Zieseniss - Stella Mirna Molinas - Enrique Eduardo Ramírez - Adrián José Eduardo Malgarini - Andrea Roxana Tassel |
| Elegí Cambiar                                      | Confederación Frente Amplio Formoseño         | 9.831                                  | 8,44                                   |                                        | 116.447                                | 35,44                                  | 5/15                                   | - Ricardo Rodolfo Carbajal Zieseniss - Stella Mirna Molinas - Enrique Eduardo Ramírez - Adrián José Eduardo Malgarini - Andrea Roxana Tassel |
| Es Hora de Hacer                                   | Confederación Frente Amplio Formoseño         | 9.232                                  | 7,93                                   |                                        | 116.447                                | 35,44                                  | 5/15                                   | - Ricardo Rodolfo Carbajal Zieseniss - Stella Mirna Molinas - Enrique Eduardo Ramírez - Adrián José Eduardo Malgarini - Andrea Roxana Tassel |
| Alianza Frente Amplio                              | Confederación Frente Amplio Formoseño         | 8.826                                  | 7,58                                   |                                        | 116.447                                | 35,44                                  | 5/15                                   | - Ricardo Rodolfo Carbajal Zieseniss - Stella Mirna Molinas - Enrique Eduardo Ramírez - Adrián José Eduardo Malgarini - Andrea Roxana Tassel |
| Vamos Juntos                                       | Confederación Frente Amplio Formoseño         | 8.390                                  | 7,20                                   |                                        | 116.447                                | 35,44                                  | 5/15                                   | - Ricardo Rodolfo Carbajal Zieseniss - Stella Mirna Molinas - Enrique Eduardo Ramírez - Adrián José Eduardo Malgarini - Andrea Roxana Tassel |
| Cambio para el Desarrollo                          | Confederación Frente Amplio Formoseño         | 6.555                                  | 5,63                                   |                                        | 116.447                                | 35,44                                  | 5/15                                   | - Ricardo Rodolfo Carbajal Zieseniss - Stella Mirna Molinas - Enrique Eduardo Ramírez - Adrián José Eduardo Malgarini - Andrea Roxana Tassel |
| Mejor Formosa                                      | Confederación Frente Amplio Formoseño         | 5.689                                  | 4,89                                   |                                        | 116.447                                | 35,44                                  | 5/15                                   | - Ricardo Rodolfo Carbajal Zieseniss - Stella Mirna Molinas - Enrique Eduardo Ramírez - Adrián José Eduardo Malgarini - Andrea Roxana Tassel |
| Sí se Puede Mejorar Formosa                        | Confederación Frente Amplio Formoseño         | 5.406                                  | 4,64                                   |                                        | 116.447                                | 35,44                                  | 5/15                                   | - Ricardo Rodolfo Carbajal Zieseniss - Stella Mirna Molinas - Enrique Eduardo Ramírez - Adrián José Eduardo Malgarini - Andrea Roxana Tassel |
| Elegí lo Nuevo                                     | Confederación Frente Amplio Formoseño         | 3.720                                  | 3,19                                   |                                        | 116.447                                | 35,44                                  | 5/15                                   | - Ricardo Rodolfo Carbajal Zieseniss - Stella Mirna Molinas - Enrique Eduardo Ramírez - Adrián José Eduardo Malgarini - Andrea Roxana Tassel |
| Renovación y Cambio                                | Confederación Frente Amplio Formoseño         | 3.086                                  | 2,65                                   |                                        | 116.447                                | 35,44                                  | 5/15                                   | - Ricardo Rodolfo Carbajal Zieseniss - Stella Mirna Molinas - Enrique Eduardo Ramírez - Adrián José Eduardo Malgarini - Andrea Roxana Tassel |
|                                                    | Partido Obrero                                | Partido Obrero                         | 3.628                                  | 100                                    | 3.628                                  | 1,10                                   |                                        | |
|                                                    | Partido Compromiso y Esfuerzo para el Triunfo | Frente Renovador                       | 1.555                                  | 47,01                                  | 3.308                                  | 1,01                                   |                                        | |
| M.A.S.S.A.                                         | Partido Compromiso y Esfuerzo para el Triunfo | 884                                    | 26,72                                  |                                        | 3.308                                  | 1,01                                   |                                        | |
| Acuerdo Social                                     | Partido Compromiso y Esfuerzo para el Triunfo | 869                                    | 26,27                                  |                                        | 3.308                                  | 1,01                                   |                                        | |
|                                                    | Partido Principios y Convicción               | Realidad Formoseña                     | 468                                    | 41,60                                  | 1.125                                  | 0,34                                   |                                        | |
| Formosa/Hermosa                                    | Partido Principios y Convicción               | 356                                    | 31,64                                  |                                        | 1.125                                  | 0,34                                   |                                        | |
| Esperanza Formoseña                                | Partido Principios y Convicción               | 301                                    | 26,76                                  |                                        | 1.125                                  | 0,34                                   |                                        | |
|                                                    | Unión Popular                                 | Formosa te Quiero Libre                | 482                                    | 100                                    | 482                                    | 0,15                                   |                                        | |
| Votos positivos                                    | Votos positivos                               | Votos positivos                        | Votos positivos                        | Votos positivos                        | 328.588                                | 94,56                                  |                                        | |
| Votos en blanco                                    | Votos en blanco                               | Votos en blanco                        | Votos en blanco                        | Votos en blanco                        | 15.793                                 | 4,54                                   |                                        | |
| Votos nulos                                        | Votos nulos                                   | Votos nulos                            | Votos nulos                            | Votos nulos                            | 3.127                                  | 0,90                                   |                                        | |
| Participación                                      | Participación                                 | Participación                          | Participación                          | Participación                          | 347.508                                | 78,45                                  |                                        | |
| Abstenciones                                       | Abstenciones                                  | Abstenciones                           | Abstenciones                           | Abstenciones                           | 95.433                                 | 21,55                                  |                                        | |
| Electores registrados                              | Electores registrados                         | Electores registrados                  | Electores registrados                  | Electores registrados                  | 442.941                                | 100                                    |                                        | |
| Fuente:                                            |                                               |                                        |                                        |                                        |                                        |                                        |                                        | |

## Jujuy
En la provincia de Jujuy se realizaron elecciones el 22 de octubre para renovar 24 diputados, la mitad de los 48 miembros de la Legislatura Provincial.
|  | 46,06 % |

|  | 17,44 % |

|  | 15,86 % |

|  | 8,06 % |

|  | 5,49 % |

|  | 2,09 % |

|  | 0,99 % |

|  | 0,80 % |

|  | 0,79 % |

|  | 0,79 % |

|  | 0,66 % |

|  | 0,53 % |

|  | 0,44 % |

|  | 86,13 % |

|  | 12,29 % |

|  | 1,58 % |

|  | 80,66 % |

|  | 19,33 % |

|  | 100 % |

## La Rioja
En la provincia de La Rioja, el 4 de junio se realizaron elecciones para renovar 18 diputados provinciales que conforman la mitad del Poder Legislativo unicameral de la provincia. Debido a que los diputados provinciales representan a la población de los departamentos, la elección se realizó en cada uno de los siete departamentos (Capital, Sanagasta, Castro Barros, Felipe Varela, Vinchina, Juan Facundo Quiroga y Rosario Vera Peñaloza), aunque más del 80% de los votantes se concentra en el departamento Capital. En la segunda vuelta de las elecciones presidenciales de 2015, La Rioja fue una de las ocho provincias en las que había ganado Cambiemos.
El peronismo ganó en todos los departamentos, pero lo hizo dividido en diversas listas. De las dieciocho bancas en juego el Partido Justicialista obtuvo nueve bancas, tres Cambiemos, dos Encuentro por La Rioja, y una para la Agrupación Política Municipal 'Con la Gente', Convergencia, Acción por La Rioja, y Frente del Pueblo.
En la elección más importante correspondiente al departamento Capital, ganó la lista del Partido Justicialista (25,01%), seguida del Frente Encuentro por La Rioja (19,60%), ambas peronistas, quedando en tercer lugar Cambiemos (19,15%) y en cuatro con un diputado la Agrupación Política Municipal 'Con la Gente'.
En el departamento Rosario V. Peñaloza, segundo en importancia, ganó el Frente del Pueblo (30,54%) -peronistas bederistas-, seguido del Partido Justicialista (26,47%) y en tercer lugar Convergencia Riojana (20,30%). En Felipe Varela, tercer departamento en importancia, ganó el Partido Justicialista (36.07%), seguido de Cambiemos-Fuerza Riojana (18,43%) y en tercer lugar Acción Riojana (17,68%).
En los depertamentos más pequeños el resultado fue el siguiente. En Sanagasta ganó Acción Riojana (49,44%), seguido del PJ (44,73%) y Cambiemos-F. Riojana (5,82%). En Castro Barros ganó el PJ (69,12%), seguido de Cambiemos-F. Riojana (27,97%). En Vinchina ganó el PJ (40,67), venciendo al Peronismo Renovador (40,02%). En Juan F. Quiroga ganó el PJ (56,23%), seguido de Convergencia Riojana (23,42%).
| Departamento           | Diputados | A renovar |
| ---------------------- | --------- | --------- |
| Ángel V. Peñaloza      | 1         | —         |
| Arauco                 | 3         | —         |
| Belgrano               | 1         | —         |
| Capital                | 8         | 8         |
| Castro Barros          | 1         | 1         |
| Chamical               | 3         | —         |
| Chilecito              | 4         | —         |
| Facundo Quiroga        | 1         | 1         |
| Famatina               | 1         | —         |
| Felipe Varela          | 3         | 3         |
| Independencia          | 1         | —         |
| Lamadrid               | 1         | —         |
| Ocampo                 | 1         | —         |
| Rosario Vera Peñaloza  | 3         | 3         |
| San Blas de los Sauces | 1         | —         |
| San Martín             | 1         | —         |
| Sanagasta              | 1         | 1         |
| Vinchina               | 1         | 1         |
| Total                  | 36        | 18        |

|                       |                                              | Partido Justicialista                        |  |      | 9/18  |
|                       | Acción Riojana                               |                                              |  | 1/18 |       |
|                       | Frente del Pueblo                            |                                              |  | 1/18 |       |
| Total Alianza         | Total Alianza                                | Total Alianza                                |  |      | 11/18 |
|                       |                                              | Fuerza Cívica Riojana–Cambiemos              |  |      | 3/18  |
|                       | Convergencia Riojana                         |                                              |  | 1/18 |       |
| Total Alianza         | Total Alianza                                | Total Alianza                                |  |      | 4/18  |
|                       | Frente Encuentro por La Rioja                | Frente Encuentro por La Rioja                |  |      | 2/18  |
|                       | Agrupación Política Municipal “Con la Gente" | Agrupación Política Municipal “Con la Gente" |  |      | 1/18  |
|                       | Peronismo Renovador                          |                                              |  |      |       |
|                       | Decisión Departamental                       |                                              |  |      |       |
| Votos positivos       |                                              |                                              |  |      |       |
| Votos en blanco       |                                              |                                              |  |      |       |
| Votos nulos           |                                              |                                              |  |      |       |
| Participación         |                                              |                                              |  |      |       |
| Abstenciones          |                                              |                                              |  |      |       |
| Electores registrados |                                              |                                              |  |      |       |
| Fuentes:              |                                              |                                              |  |      |       |

#### Resultados por departamentos
| Capital 8 Diputados               | Capital 8 Diputados                          | Capital 8 Diputados | Capital 8 Diputados | Capital 8 Diputados | Capital 8 Diputados                                            |
| Partido                           | Partido                                      | Votos               | %                   | Bancas              | Electos                                                        |
| --------------------------------- | -------------------------------------------- | ------------------- | ------------------- | ------------------- | -------------------------------------------------------------- |
|                                   | Partido Justicialista                        |                     |                     | 3/8                 | - Teresita Leonor Madera - Ricardo Quintela - Elio Díaz Moreno |
|                                   | Frente Encuentro por La Rioja                |                     |                     | 2/8                 | - Felipe Álvarez - Sylvia Sonia Torres                         |
|                                   | Fuerza Cívica Riojana–Cambiemos              |                     |                     | 2/8                 | - Mario Gustavo Galván - Alfredo Eduardo Brígido               |
|                                   | Agrupación Política Municipal “Con la Gente" |                     |                     | 1/8                 | - Gabriela María Amoroso Fernández                             |
|                                   | Partido Comunista                            |                     |                     |                     |                                                                |
|                                   | Frente Vecinalista del Tercer Sector         |                     |                     |                     |                                                                |
|                                   | Izquierda al Frente por el Socialismo        |                     |                     |                     |                                                                |
|                                   | Nuestra Tierra                               |                     |                     |                     |                                                                |
|                                   | Partido Social por el Bien Común             |                     |                     |                     |                                                                |
|                                   | Frente para la Victoria                      |                     |                     |                     |                                                                |
|                                   | Concertación Social Barrial                  |                     |                     |                     |                                                                |
|                                   | Frente de Izquierda y de los Trabajadores    |                     |                     |                     |                                                                |
|                                   | Partido Con la Gente                         |                     |                     |                     |                                                                |
|                                   | Movimiento Popular Alternativo               |                     |                     |                     |                                                                |
|                                   | Partido Es Posible                           |                     |                     |                     |                                                                |
|                                   | Partido Nueva Generación                     |                     |                     |                     |                                                                |
|                                   | Movimiento de Acción Vecinal                 |                     |                     |                     |                                                                |
|                                   | Acción Riojana                               |                     |                     |                     |                                                                |
|                                   | Frente Riojano de Organización Popular       |                     |                     |                     |                                                                |
| Votos positivos                   |                                              |                     |                     |                     |                                                                |
| Votos en blanco                   |                                              |                     |                     |                     |                                                                |
| Votos nulos                       |                                              |                     |                     |                     |                                                                |
| Participación                     |                                              |                     |                     |                     |                                                                |
| Abstenciones                      |                                              |                     |                     |                     |                                                                |
| Electores registrados             |                                              |                     |                     |                     |                                                                |
| Castro Barros 1 Diputado          |                                              |                     |                     |                     |                                                                |
| Partido                           | Partido                                      | Votos               | %                   | Bancas              | Electos                                                        |
|                                   | Partido Justicialista                        |                     |                     | 1/1                 | - Marcelo Daniel del Moral                                     |
|                                   | Fuerza Cívica Riojana–Cambiemos              |                     |                     |                     |                                                                |
|                                   | Frente Riojano de Organización Popular       |                     |                     |                     |                                                                |
| Votos positivos                   |                                              |                     |                     |                     |                                                                |
| Votos en blanco                   |                                              |                     |                     |                     |                                                                |
| Votos nulos                       |                                              |                     |                     |                     |                                                                |
| Participación                     |                                              |                     |                     |                     |                                                                |
| Abstenciones                      |                                              |                     |                     |                     |                                                                |
| Electores registrados             |                                              |                     |                     |                     |                                                                |
| Facundo Quiroga 1 Diputado        |                                              |                     |                     |                     |                                                                |
| Partido                           | Partido                                      | Votos               | %                   | Bancas              | Electos                                                        |
|                                   | Partido Justicialista                        |                     |                     | 1/1                 | - Juan Ramón Romero                                            |
|                                   | Convergencia Riojana                         |                     |                     |                     |                                                                |
|                                   | Decisión Departamental                       |                     |                     |                     |                                                                |
|                                   | Concertación Social Barrial                  |                     |                     |                     |                                                                |
|                                   | Acción Riojana                               |                     |                     |                     |                                                                |
| Votos positivos                   |                                              |                     |                     |                     |                                                                |
| Votos en blanco                   |                                              |                     |                     |                     |                                                                |
| Votos nulos                       |                                              |                     |                     |                     |                                                                |
| Participación                     |                                              |                     |                     |                     |                                                                |
| Abstenciones                      |                                              |                     |                     |                     |                                                                |
| Electores registrados             |                                              |                     |                     |                     |                                                                |
| Felipe Varela 3 Diputados         |                                              |                     |                     |                     |                                                                |
| Partido                           | Partido                                      | Votos               | %                   | Bancas              | Electos                                                        |
|                                   | Partido Justicialista                        |                     |                     | 2/3                 | - Hugo Raúl Páez - Egle Maricel Muñoz                          |
|                                   | Fuerza Cívica Riojana–Cambiemos              |                     |                     | 1/3                 | - Juan Nicolás Amado Filippes                                  |
|                                   | Acción Riojana                               |                     |                     |                     |                                                                |
|                                   | Partido Movimiento Octubres                  |                     |                     |                     |                                                                |
|                                   | Kolina                                       |                     |                     |                     |                                                                |
|                                   | Movimiento Popular Alternativo               |                     |                     |                     |                                                                |
|                                   | Frente del Pueblo                            |                     |                     |                     |                                                                |
|                                   | Partido Renovador Federal                    |                     |                     |                     |                                                                |
|                                   | Frente Riojano de Organización Popular       |                     |                     |                     |                                                                |
| Votos positivos                   |                                              |                     |                     |                     |                                                                |
| Votos en blanco                   |                                              |                     |                     |                     |                                                                |
| Votos nulos                       |                                              |                     |                     |                     |                                                                |
| Participación                     |                                              |                     |                     |                     |                                                                |
| Abstenciones                      |                                              |                     |                     |                     |                                                                |
| Electores registrados             |                                              |                     |                     |                     |                                                                |
| Rosario Vera Peñaloza 3 Diputados |                                              |                     |                     |                     |                                                                |
| Partido                           | Partido                                      | Votos               | %                   | Bancas              | Electos                                                        |
|                                   | Frente del Pueblo                            |                     |                     | 1/3                 | - Claudio Nicolás Saúl                                         |
|                                   | Partido Justicialista                        |                     |                     | 1/3                 | - Antonio Roberto Godoy                                        |
|                                   | Convergencia Riojana                         |                     |                     | 1/3                 | - Hugo Daniel Miranda                                          |
|                                   | Acción Riojana                               |                     |                     |                     |                                                                |
|                                   | Peronista La Rioja Federal                   |                     |                     |                     |                                                                |
|                                   | Frente para la Victoria                      |                     |                     |                     |                                                                |
|                                   | Concertación Social Barrial                  |                     |                     |                     |                                                                |
|                                   | Frente Riojano de Organización Popular       |                     |                     |                     |                                                                |
| Votos positivos                   |                                              |                     |                     |                     |                                                                |
| Votos en blanco                   |                                              |                     |                     |                     |                                                                |
| Votos nulos                       |                                              |                     |                     |                     |                                                                |
| Participación                     |                                              |                     |                     |                     |                                                                |
| Abstenciones                      |                                              |                     |                     |                     |                                                                |
| Electores registrados             |                                              |                     |                     |                     |                                                                |
| Sanagasta 1 Diputado              |                                              |                     |                     |                     |                                                                |
| Partido                           | Partido                                      | Votos               | %                   | Bancas              | Electos                                                        |
|                                   | Acción Riojana                               |                     |                     | 1/1                 | - Federico Sbíroli                                             |
|                                   | Partido Justicialista                        |                     |                     |                     |                                                                |
|                                   | Fuerza Cívica Riojana–Cambiemos              |                     |                     |                     |                                                                |
| Votos positivos                   |                                              |                     |                     |                     |                                                                |
| Votos en blanco                   |                                              |                     |                     |                     |                                                                |
| Votos nulos                       |                                              |                     |                     |                     |                                                                |
| Participación                     |                                              |                     |                     |                     |                                                                |
| Abstenciones                      |                                              |                     |                     |                     |                                                                |
| Electores registrados             |                                              |                     |                     |                     |                                                                |
| Vinchina 1 Diputado               |                                              |                     |                     |                     |                                                                |
| Partido                           | Partido                                      | Votos               | %                   | Bancas              | Electos                                                        |
|                                   | Partido Justicialista                        |                     |                     | 1/1                 | - Humberto Ariel Oviedo                                        |
|                                   | Peronismo Renovador                          |                     |                     |                     |                                                                |
|                                   | Convergencia Riojana                         |                     |                     |                     |                                                                |
| Votos positivos                   |                                              |                     |                     |                     |                                                                |
| Votos en blanco                   |                                              |                     |                     |                     |                                                                |
| Votos nulos                       |                                              |                     |                     |                     |                                                                |
| Participación                     |                                              |                     |                     |                     |                                                                |
| Abstenciones                      |                                              |                     |                     |                     |                                                                |
| Electores registrados             |                                              |                     |                     |                     |                                                                |

## Mendoza

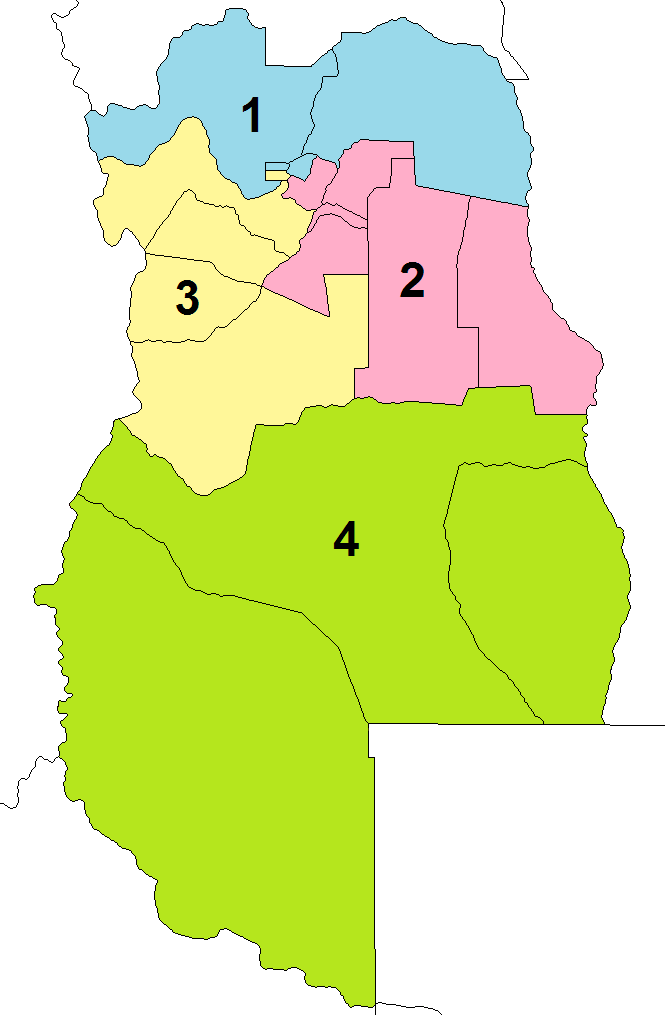
Secciones electorales de Mendoza:
1.ª Sección
2.ª Sección
3.ª Sección
4.ª Sección

En la provincia de Mendoza se realizaron elecciones el 22 de octubre para renovar 24 diputados, la mitad de los 48 miembros de la Cámara de Diputados Provincial; y 19 senadores, la mitad de los 38 miembros del Senado Provincial.
| Sección Electoral | Cámara de Diputados | Cámara de Diputados | Cámara de Senadores | Cámara de Senadores |
| Sección Electoral | Diputados           | A renovar           | Senadores           | A renovar           |
| ----------------- | ------------------- | ------------------- | ------------------- | ------------------- |
| 1                 | 16                  | 8                   | 12                  | 6                   |
| 2                 | 12                  | 6                   | 10                  | 5                   |
| 3                 | 10                  | 5                   | 8                   | 4                   |
| 4                 | 10                  | 5                   | 8                   | 4                   |
| Total             | 48                  | 24                  | 38                  | 19                  |

### Cámara de Diputados
|  | 46,78 % |

|  | 25,81 % |

|  | 15,90 % |

|  | 11,51 % |

|  | 94,77 % |

|  | 3,50 % |

|  | 1,73 % |

|  | 79,33 % |

|  | 20,67 % |

|  | 100 % |

#### Resultados por sección electoral
|  | 47,74 % |

|  | 19,93 % |

|  | 19,46 % |

|  | 12,87 % |

|  | 95,89 % |

|  | 2,45 % |

|  | 1,67 % |

|  | 78,37 % |

|  | 21,63 % |

|  | 100 % |

|  | 41,34 % |

|  | 28,20 % |

|  | 17,99 % |

|  | 12,48 % |

|  | 94,74 % |

|  | 3,63 % |

|  | 1,62 % |

|  | 81,05 % |

|  | 18,95 % |

|  | 100 % |

|  | 50,14 % |

|  | 20,86 % |

|  | 17,67 % |

|  | 11,33 % |

|  | 95,41 % |

|  | 2,91 % |

|  | 1,67 % |

|  | 79,51 % |

|  | 20,49 % |

|  | 100 % |

|  | 47,66 % |

|  | 45,63 % |

|  | 6,70 % |

|  | 91,03 % |

|  | 6,81 % |

|  | 2,16 % |

|  | 78,63 % |

|  | 21,37 % |

|  | 100 % |

### Cámara de Senadores
|  | 46,59 % |

|  | 25,90 % |

|  | 15,98 % |

|  | 11,53 % |

|  | 94,94 % |

|  | 3,32 % |

|  | 1,73 % |

|  | 79,33 % |

|  | 20,67 % |

|  | 100 % |

#### Resultados por sección electoral
|  | 47,65 % |

|  | 19,84 % |

|  | 19,61 % |

|  | 12,90 % |

|  | 96,01 % |

|  | 2,32 % |

|  | 1,67 % |

|  | 78,37 % |

|  | 21,63 % |

|  | 100 % |

|  | 41,08 % |

|  | 28,52 % |

|  | 17,97 % |

|  | 12,43 % |

|  | 95,12 % |

|  | 3,26 % |

|  | 1,62 % |

|  | 81,05 % |

|  | 18,95 % |

|  | 100 % |

|  | 49,91 % |

|  | 20,97 % |

|  | 17,78 % |

|  | 11,35 % |

|  | 95,54 % |

|  | 2,78 % |

|  | 1,68 % |

|  | 79,51 % |

|  | 20,49 % |

|  | 100 % |

|  | 47,51 % |

|  | 45,76 % |

|  | 6,74 % |

|  | 91,03 % |

|  | 6,82 % |

|  | 2,15 % |

|  | 78,63 % |

|  | 21,37 % |

|  | 100 % |

## Misiones
En la provincia de Misiones se realizaron elecciones el 22 de octubre para renovar 20 diputados, la mitad de los 40 miembros de la Cámara de Representantes Provincial. El Frente Renovador de la Concordia quedó en primer lugar con 10 bancas, Cambiemos quedó en segundo lugar con 7, y el Partido Agrario y Social quedó en tercer lugar con 3.
|  | 41,29 % |

|  | 32,05 % |

|  | 12,06 % |

|  | 3,60 % |

|  | 1,77 % |

|  | 1,76 % |

|  | 1,56 % |

|  | 1,18 % |

|  | 0,96 % |

|  | 0,82 % |

|  | 0,68 % |

|  | 0,65 % |

|  | 0,53 % |

|  | 0,52 % |

|  | 0,46 % |

|  | 93,04 % |

|  | 5,65 % |

|  | 1,31 % |

|  | 78,01 % |

|  | 21,99 % |

|  | 100 % |

## Salta
En la provincia de Salta se realizaron elecciones el 22 de octubre para renovar 30 diputados, la mitad de los 60 miembros de la Cámara de Diputados Provincial; y 12 senadores, la mitad de los 23 miembros del Senado Provincial.
| Departamento           | Cámara de Diputados | Cámara de Diputados | Cámara de Senadores | Cámara de Senadores |
| Departamento           | Diputados           | A renovar           | Senadores           | A renovar           |
| ---------------------- | ------------------- | ------------------- | ------------------- | ------------------- |
| Anta                   | 3                   | 3                   | 1                   | —                   |
| Cachi                  | 1                   | 1                   | 1                   | 1                   |
| Cafayate               | 1                   | 1                   | 1                   | 1                   |
| Capital                | 19                  | 10                  | 1                   | 1                   |
| Cerrillos              | 2                   | —                   | 1                   | —                   |
| Chicoana               | 1                   | 1                   | 1                   | 1                   |
| General Güemes         | 2                   | —                   | 1                   | 1                   |
| General San Martín     | 6                   | 3                   | 1                   | —                   |
| Guachipas              | 1                   | —                   | 1                   | 1                   |
| Iruya                  | 1                   | 1                   | 1                   | —                   |
| La Caldera             | 1                   | —                   | 1                   | 1                   |
| La Candelaria          | 1                   | —                   | 1                   | —                   |
| La Poma                | 1                   | —                   | 1                   | 1                   |
| La Viña                | 1                   | —                   | 1                   | —                   |
| Los Andes              | 1                   | —                   | 1                   | 1                   |
| Metán                  | 3                   | 3                   | 1                   | —                   |
| Molinos                | 1                   | —                   | 1                   | 1                   |
| Orán                   | 6                   | 3                   | 1                   | —                   |
| Rivadavia              | 2                   | 2                   | 1                   | —                   |
| Rosario de la Frontera | 2                   | 2                   | 1                   | —                   |
| Rosario de Lerma       | 2                   | —                   | 1                   | 1                   |
| San Carlos             | 1                   | —                   | 1                   | 1                   |
| Santa Victoria         | 1                   | —                   | 1                   | —                   |
| Total                  | 60                  | 30                  | 23                  | 12                  |

### Cámara de Diputados
|  | 9,73 % |

|  | 8,85 % |

|  | 5,28 % |

|  | 4,16 % |

|  | 3,59 % |

|  | 2,57 % |

|  | 1,37 % |

|  | 35,55 % |

|  | 17,88 % |

|  | 8,54 % |

|  | 4,40 % |

|  | 1,77 % |

|  | 1,69 % |

|  | 1,12 % |

|  | 35,40 % |

|  | 17,32 % |

|  | 4,53 % |

|  | 3,09 % |

|  | 1,39 % |

|  | 4,48 % |

|  | 1,36 % |

|  | 0,22 % |

|  | 0,18 % |

|  | 0,09 % |

|  | 0,48 % |

|  | 0,45 % |

|  | 0,43 % |

|  | 94,51 % |

|  | 5,46 % |

|  | 0,02 % |

|  | 72,38 % |

|  | 27,62 % |

|  | 100 % |

#### Resultados por departamento
|  | 29,83 % |

|  | 20,07 % |

|  | 19,80 % |

|  | 14,93 % |

|  | 7,81 % |

|  | 4,75 % |

|  | 1,40 % |

|  | 1,36 % |

|  | 96,77 % |

|  | 3,22 % |

|  | 0,02 % |

|  | 70,45 % |

|  | 29,55 % |

|  | 100 % |

|  | 46,21 % |

|  | 31,46 % |

|  | 19,70 % |

|  | 2,62 % |

|  | 96,44 % |

|  | 3,55 % |

|  | 0,00 % |

|  | 76,01 % |

|  | 23,99 % |

|  | 100 % |

|  | 38,27 % |

|  | 31,85 % |

|  | 22,80 % |

|  | 3,64 % |

|  | 3,41 % |

|  | 95,45 % |

|  | 4,54 % |

|  | 0,00 % |

|  | 75,42 % |

|  | 24,58 % |

|  | 100 % |

|  | 21,40 % |

|  | 10,70 % |

|  | 8,43 % |

|  | 7,13 % |

|  | 7,05 % |

|  | 6,57 % |

|  | 6,51 % |

|  | 5,92 % |

|  | 4,80 % |

|  | 4,42 % |

|  | 3,39 % |

|  | 3,24 % |

|  | 2,97 % |

|  | 2,63 % |

|  | 2,61 % |

|  | 2,14 % |

|  | 93,73 % |

|  | 6,26 % |

|  | 0,02 % |

|  | 74,95 % |

|  | 25,05 % |

|  | 100 % |

|  | 44,69 % |

|  | 38,32 % |

|  | 10,84 % |

|  | 5,25 % |

|  | 0,88 % |

|  | 96,71 % |

|  | 3,28 % |

|  | 0,00 % |

|  | 79,86 % |

|  | 20,14 % |

|  | 100 % |

|  | 37,09 % |

|  | 21,35 % |

|  | 18,02 % |

|  | 14,67 % |

|  | 3,85 % |

|  | 2,96 % |

|  | 2,01 % |

|  | 94,33 % |

|  | 5,66 % |

|  | 0,01 % |

|  | 68,38 % |

|  | 31,62 % |

|  | 100 % |

|  | 51,51 % |

|  | 48,48 % |

|  | 98,11 % |

|  | 1,88 % |

|  | 0,00 % |

|  | 76,25 % |

|  | 23,75 % |

|  | 100 % |

|  | 30,50 % |

|  | 21,09 % |

|  | 19,40 % |

|  | 15,06 % |

|  | 9,00 % |

|  | 2,71 % |

|  | 2,21 % |

|  | 95,75 % |

|  | 4,24 % |

|  | 0,02 % |

|  | 70,93 % |

|  | 29,07 % |

|  | 100 % |

|  | 30,01 % |

|  | 21,17 % |

|  | 17,59 % |

|  | 13,51 % |

|  | 6,45 % |

|  | 5,83 % |

|  | 3,67 % |

|  | 1,73 % |

|  | 94,96 % |

|  | 5,03 % |

|  | 0,04 % |

|  | 67,67 % |

|  | 32,33 % |

|  | 100 % |

|  | 53,71 % |

|  | 46,28 % |

|  | 96,64 % |

|  | 3,35 % |

|  | 0,00 % |

|  | 65,98 % |

|  | 34,02 % |

|  | 100 % |

|  | 27,43 % |

|  | 26,40 % |

|  | 20,18 % |

|  | 7,86 % |

|  | 5,88 % |

|  | 5,15 % |

|  | 3,84 % |

|  | 3,22 % |

|  | 96,54 % |

|  | 3,45 % |

|  | 0,01 % |

|  | 73,88 % |

|  | 26,12 % |

|  | 100 % |

### Cámara de Senadores
|  | 29,02 % |

|  | 9,33 % |

|  | 38,35 % |

|  | 23,90 % |

|  | 4,45 % |

|  | 3,83 % |

|  | 2,23 % |

|  | 1,67 % |

|  | 1,04 % |

|  | 0,28 % |

|  | 0,06 % |

|  | 37,45 % |

|  | 11,81 % |

|  | 6,33 % |

|  | 5,27 % |

|  | 0,17 % |

|  | 5,44 % |

|  | 0,37 % |

|  | 0,08 % |

|  | 0,44 % |

|  | 0,17 % |

|  | 93,30 % |

|  | 6,68 % |

|  | 0,02 % |

|  | 75,53 % |

|  | 24,47 % |

|  | 100 % |

#### Resultados por departamento
|  | 43,04 % |

|  | 32,36 % |

|  | 22,49 % |

|  | 2,09 % |

|  | 96,96 % |

|  | 3,03 % |

|  | 0,00 % |

|  | 76,01 % |

|  | 23,99 % |

|  | 100 % |

|  | 42,81 % |

|  | 26,61 % |

|  | 23,02 % |

|  | 3,77 % |

|  | 3,75 % |

|  | 95,78 % |

|  | 4,21 % |

|  | 0,00 % |

|  | 75,42 % |

|  | 24,58 % |

|  | 100 % |

|  | 34,84 % |

|  | 28,62 % |

|  | 12,15 % |

|  | 9,44 % |

|  | 7,77 % |

|  | 7,15 % |

|  | 92,45 % |

|  | 7,54 % |

|  | 0,02 % |

|  | 74,95 % |

|  | 25,05 % |

|  | 100 % |

|  | 48,95 % |

|  | 34,90 % |

|  | 8,79 % |

|  | 5,95 % |

|  | 1,39 % |

|  | 96,81 % |

|  | 3,18 % |

|  | 0,00 % |

|  | 79,86 % |

|  | 20,14 % |

|  | 100 % |

|  | 31,42 % |

|  | 22,07 % |

|  | 21,03 % |

|  | 11,74 % |

|  | 6,76 % |

|  | 4,14 % |

|  | 1,71 % |

|  | 1,09 % |

|  | 95,65 % |

|  | 4,34 % |

|  | 0,01 % |

|  | 75,64 % |

|  | 24,36 % |

|  | 100 % |

|  | 50,18 % |

|  | 49,81 % |

|  | 98,05 % |

|  | 1,94 % |

|  | 0,03 % |

|  | 80,38 % |

|  | 19,62 % |

|  | 100 % |

|  | 31,68 % |

|  | 23,06 % |

|  | 18,28 % |

|  | 18,01 % |

|  | 7,37 % |

|  | 1,56 % |

|  | 94,30 % |

|  | 5,69 % |

|  | 0,00 % |

|  | 77,98 % |

|  | 22,02 % |

|  | 100 % |

|  | 45,60 % |

|  | 38,84 % |

|  | 14,22 % |

|  | 0,97 % |

|  | 0,35 % |

|  | 98,42 % |

|  | 1,57 % |

|  | 0,00 % |

|  | 84,98 % |

|  | 15,02 % |

|  | 100 % |

|  | 36,65 % |

|  | 30,38 % |

|  | 19,66 % |

|  | 10,68 % |

|  | 2,60 % |

|  | 97,85 % |

|  | 2,14 % |

|  | 0,00 % |

|  | 75,91 % |

|  | 24,09 % |

|  | 100 % |

|  | 58,54 % |

|  | 33,59 % |

|  | 7,85 % |

|  | 97,24 % |

|  | 2,75 % |

|  | 0,00 % |

|  | 76,02 % |

|  | 23,98 % |

|  | 100 % |

|  | 37,54 % |

|  | 25,48 % |

|  | 14,70 % |

|  | 5,92 % |

|  | 5,10 % |

|  | 4,93 % |

|  | 3,58 % |

|  | 2,72 % |

|  | 94,74 % |

|  | 5,25 % |

|  | 0,01 % |

|  | 78,19 % |

|  | 21,81 % |

|  | 100 % |

|  | 46,95 % |

|  | 44,39 % |

|  | 5,70 % |

|  | 2,94 % |

|  | 97,56 % |

|  | 2,43 % |

|  | 0,00 % |

|  | 78,13 % |

|  | 21,87 % |

|  | 100 % |

## San Luis
En la provincia de San Luis se realizaron elecciones el 22 de octubre para renovar 22 diputados, la mitad de los 43 miembros de la Cámara de Diputados Provincial; y 4 senadores, la mitad de los 9 miembros del Senado Provincial.
| Departamento              | Cámara de Diputados | Cámara de Diputados | Cámara de Senadores | Cámara de Senadores |
| Departamento              | Diputados           | A renovar           | Senadores           | A renovar           |
| ------------------------- | ------------------- | ------------------- | ------------------- | ------------------- |
| Ayacucho                  | 4                   | —                   | 1                   | 1                   |
| Belgrano                  | 3                   | 3                   | 1                   | 1                   |
| Chacabuco                 | 4                   | —                   | 1                   | —                   |
| Coronel Pringles          | 3                   | 3                   | 1                   | —                   |
| General Pedernera         | 10                  | —                   | 1                   | 1                   |
| General San Martín        | 3                   | —                   | 1                   | 1                   |
| Gobernador Dupuy          | 3                   | 3                   | 1                   | —                   |
| Junín                     | 3                   | 3                   | 1                   | —                   |
| Juan Martín de Pueyrredón | 10                  | 10                  | 1                   | —                   |
| Total                     | 43                  | 22                  | 9                   | 4                   |

### Referéndum
Referéndum que proponía la inclusión de la figura del viceintendente, y un tope a la reelección indefinida de los concejales.
|  | 53,61 % |

|  | 46,39 % |

|  | 17,78 % |

|  | 81,77 % |

|  | 0,45 % |

|  | 51,51 % |

|  | 48,49 % |

|  | 100 % |

### Cámara de Diputados
|  | 51,65 % |

|  | 44,03 % |

|  | 3,93 % |

|  | 0,38 % |

|  | 91,26 % |

|  | 7,66 % |

|  | 1,07 % |

|  | 82,69 % |

|  | 17,31 % |

|  | 100 % |

#### Resultados por departamento
|  | 62,79 % |

|  | 37,21 % |

|  | 84,98 % |

|  | 14,83 % |

|  | 0,19 % |

|  | 86,89 % |

|  | 13,11 % |

|  | 100 % |

|  | 49,39 % |

|  | 37,53 % |

|  | 13,08 % |

|  | 88,17 % |

|  | 10,18 % |

|  | 1,65 % |

|  | 85,57 % |

|  | 14,43 % |

|  | 100 % |

|  | 63,07 % |

|  | 36,93 % |

|  | 90,16 % |

|  | 9,54 % |

|  | 0,30 % |

|  | 86,29 % |

|  | 13,71 % |

|  | 100 % |

|  | 46,78 % |

|  | 42,90 % |

|  | 10,32 % |

|  | 90,25 % |

|  | 9,61 % |

|  | 0,14 % |

|  | 79,36 % |

|  | 20,64 % |

|  | 100 % |

|  | 52,22 % |

|  | 44,61 % |

|  | 2,68 % |

|  | 0,50 % |

|  | 91,83 % |

|  | 6,93 % |

|  | 1,24 % |

|  | 82,72 % |

|  | 17,28 % |

|  | 100 % |

### Cámara de Senadores
|  | 55,76 % |

|  | 41,38 % |

|  | 2,00 % |

|  | 0,43 % |

|  | 0,42 % |

|  | 90,52 % |

|  | 8,53 % |

|  | 0,95 % |

|  | 83,51 % |

|  | 16,49 % |

|  | 100 % |

#### Resultados por departamento
|  | 62,38 % |

|  | 25,80 % |

|  | 11,82 % |

|  | 84,56 % |

|  | 14,68 % |

|  | 0,76 % |

|  | 82,64 % |

|  | 17,36 % |

|  | 100 % |

|  | 59,20 % |

|  | 40,80 % |

|  | 88,88 % |

|  | 10,90 % |

|  | 0,22 % |

|  | 86,89 % |

|  | 13,11 % |

|  | 100 % |

|  | 53,91 % |

|  | 44,32 % |

|  | 0,72 % |

|  | 0,53 % |

|  | 0,52 % |

|  | 91,40 % |

|  | 7,59 % |

|  | 1,01 % |

|  | 83,34 % |

|  | 16,66 % |

|  | 100 % |

|  | 73,78 % |

|  | 26,22 % |

|  | 93,54 % |

|  | 5,76 % |

|  | 0,71 % |

|  | 88,47 % |

|  | 11,53 % |

|  | 100 % |

## Santiago del Estero
En Santiago del Estero deben elegirse gobernador y vicegobernador a simple pluralidad de votos. Además corresponde elegir la Legislatura Provincial completa, que consta de 40 bancas, de las cuales el oficialismo tiene 34.
A fines de 2016 el oficialismo, organizado en el Frente Cívico por Santiago, se dividió en dos bloques en la Legislatura local, separándose del mismo 14 de los 34 legisladores, y formando el bloque Partido Justicialista, liderado por Gerardo Zamora. El bloque Frente Cívico quedó con 20 diputados de diferentes partidos, mayoritariamente del radicalismo. Las restantes fuerzas en la Legislatura son: bloque UCR-Libres del Sur (3 bancas), bloque Justicialista Frente para la Victoria (1 banca), Partido Reformador Esperanza para Todos -PRET- (1 banca), y Frente de Izquierda y de los Trabajadores (1 banca).
Respecto de las elecciones municipales, Santiago del Estero tiene tres tipo de comunas: municipios, comisiones municipales categoría A, y comisiones municipales categoría B. Solo dos municipios, Clodomira y de Villa Atamisqui, eligen a los poderes ejecutivo y legislativo. A ellas se suman elecciones ejecutivas y legislativas en 136 comisiones municipales.